# Цацака
Цацака (чечен. Цацака) — покинутый аул в Ботлихском районе Дагестана. Село расположено недалеко от озера Кезенойам и к югу от горы Цацакой, к северо-западу от районного центра Ботлих. Ближайший населённый пункт: на юго-западе село Хой. Родовой аул тайпа цацакой.